# Браницкий, Владислав Александрович
Граф Владислав Александрович Браницкий (пол. Władysław Michał Pius Branicki; 11 мая 1848, Белая Церковь — 12 апреля 1914, Ницца) — русский помещик и чиновник, действительный статский советник (1909).

## Биография
Представитель польского магнатского рода Браницких герба «Корчак». Родился 11 мая 1848 года в Белой Церкви. Единственный сын Александра Владиславовича Браницкого (1821—1877) и Анны Нины Михайловны Голынской (1824—1907). Был двоюродным братом Ксаверия Браницкого.
Он владел имением в Галичине на малороссийских землях, резиденцией «Фраскати» и другой недвижимостью в Варшаве. В Малороссии владел имением Ставищи, где построил свой двор. Он считался одним из богатейших польских магнатов. Он был известен своей филантропической деятельностью. Он учредил специальный фонд, из которого через назначенного доверенного лица оказывал поддержку в Варшаве лицам, просящим материальную помощь. Был почётным попечителем Белоцерковской мужской гимназии. Был удостоен придворных званий камер-юнкера и «в должности егермейстера» (1896).
6 июня 1872 года в Вене Владислав Браницкий женился на графине Юлии Потоцкой (12 ноября 1854 — 22 сентября 1921), дочери графа Альфреда Юзефа Потоцкого (1817/1822 — 1889) и княгини Марии Климентины Сангушко (1830—1903). У супругов было четыре дочери:
- Мария Браницкая (10 октября 1873 — 12 июля 1934), жена с 1893 года князя Здислава Любомирского (1865—1943)
- Анна Браницкая (24 августа 1876 — 6 января 1953), жена с 1897 года графа Юлиуша Тарновского (1864—1917)
- Юлия Браницкая (14 февраля 1879 — 11 июня 1929), жена с 1897 года графа Генриха Стефана Адама Потоцкого (1868—1958)
- Роза Браницкая (1 сентября 1881—1953), жена с 1903 года графа Бенедикта Тышкевича-Логойского (1875—1948).

Умер 12 апреля 1914 года в Ницце от хронической болезни легких. Похороны состоялись там же. Похоронен в Суха-Бескидзке. В мемуарах на страницах польскоязычного журнала «Полония» из Парижа он был назван «одним из лучших людей, которые есть у польского общества».